# 連合総合生活開発研究所
公益財団法人連合総合生活開発研究所（れんごうそうごうせいかつかいはつけんきゅうじょ、略称：連合総研（れんごうそうけん）、英語：JTUC Research Institute for Advancement of Living Standards）は、日本労働組合総連合会（連合）系のシンクタンクである。
以前は、内閣府・経済産業省・厚生労働省3省庁共同所管の財団法人であったが、公益法人制度改革に伴い、2011年4月1日に公益財団法人に移行した。